# Світло не згасне
«Сві́тло не зга́сне» — перший повноформатний альбом гурту «Morphine Suffering», записаний 2011 року. Пісні виконано у жанрі металкор. Автором текстів пісень є колишній вокаліст гурту Юрій Ключник, крім «Останься», яку написав гітарист Владислав Рильський. Також були зняті відео до пісень «Тане сніг» та «Білий ангел». 2010 року було знято відео й до пісні «Ну скільки ще?», але вже як окремо виданий сингл.

## Склад гурту на момент запису
- Юрій Ключник — вокал
- Владислав Рильський — гітара
- Олексій Шатохін — ударні
- Максим Живолуп — бас-гітара

## Список композицій
Автор слів Юрій Ключник, Владислав Рильський, автор музики Владислав Рильський. 
| #   | Назва              | Автор слів          | Автор музики        | Тривалість |
| --- | ------------------ | ------------------- | ------------------- | ---------- |
| 1.  | «Intro»            | —                   | Владислав Рильський | 1:11       |
| 2.  | «Чорний ангел»     | Юрій Ключник        | Владислав Рильський | 3:47       |
| 3.  | «Ну скільки ще?»   | Юрій Ключник        | Владислав Рильський | 3:34       |
| 4.  | «Останься»         | Владислав Рильський | Владислав Рильський | 2:43       |
| 5.  | «Ти лише сон»      | Юрій Ключник        | Владислав Рильський | 2:54       |
| 6.  | «Моє серце»        | Юрій Ключник        | Владислав Рильський | 3:17       |
| 7.  | «Новий фільм»      | Юрій Ключник        | Владислав Рильський | 3:11       |
| 8.  | «Тане сніг»        | Юрій Ключник        | Владислав Рильський | 3:13       |
| 9.  | «Залізна голова»   | Юрій Ключник        | Владислав Рильський | 3:15       |
| 10. | «Світло не згасне» | Юрій Ключник        | Владислав Рильський | 4:03       |
| 11. | «Білий ангел»      | Юрій Ключник        | Владислав Рильський | 3:58       |